# Alí (nom)
Alí (àrab: علي, ʿAlī) és un nom masculí àrab que literalment significa ‘alt’, ‘elevat’, ‘superior’, ‘excel·lent’, ‘sublim’. Si bé Alí és la transcripció normativa en català del nom en àrab clàssic, també se'l pot trobar transcrit Ali. Com que Alí és el nom d'importants personatges musulmans, especialment d'Alí ibn Abi-Tàlib, aquest nom també el duen musulmans no arabòfons que l'han adaptat a les característiques fòniques i gràfiques de la seva llengua: albanès: Ali; àzeri: Əli; bosnià: Alija; català medieval: Alí i el diminutiu Alió; indonesi: Ali; kurd: Alî; malai: Ali; persa: علی; suahili: Ali; turc: Ali; zazaqui: Eli.
Cal no confondre aquest nom, molt usual entre musulmans, amb Ali, un altre nom de pila àrab molt menys comú.
La forma femenina d'aquest nom és Aliyya.
Vegeu aquí personatges i llocs que duen aquest nom.